# Séquia de Rebollet
La séquia del Rebollet, també anomenada de Dues Portes, és una canalització de reg que s'alimenta amb aigües del riu Serpis, aportades mitjançant la Séquia Reial d'Alcoi fins al partidor de la Casa Fosca, i que rega terrenys agrícoles dels termes de Potries, la Font d'en Carròs i Oliva, fins a arribar a la Mediterrània per la Vall de les Fonts.
El sistema de reg que alimenta la séquia inclou nombroses canalitzacions de derivació, les quals s'han anat desenvolupant i modificant al llarg de la història.
Les dues portes per les quals també se la coneix fan referència a la part que els correspon al partidor de la Casa Fosca. Rebollet era un antic terme de la Safor que cap al 1400 comprenia la vila d'Oliva, juntament amb les alqueries de la Font d'en Carròs, Potries, Rafelcofer, l'Alcudiola de Rafelcofer, Beniflà i Elca.

## Recorregut

### Potries
Les aigües de la séquia sorgeixen cap a l'est, passant sota la carretera CV-680 i arribant al nucli urbà de Potries. Allí alimenten el safareig de Potries, situat al carrer Corts Valencianes. La séquia continua soterrada, passant a esquena del carrer Boamit i de les places de l'Església i del País Valencià. En aquest tram, d'uns 300 metres de longitud, se li deriven la Séquia Campina i la Séquia Catorzena. En aquest tram urbà la Séquia de Rebollet alimentava alguns elements actualment desapareguts, com el safareig del carrer Boamit i la plaça de l'Església, o el conjunt de safareig, pou i abeurador de la plaça del País Valencià.
La séquia al costat del Molí de l'Àngel o Fàbrica de l'Espart. Aquest tram està catalogat com a bé immoble d'etnologia.
Després de tornar a discórrer en superfície, la séquia recorre 300 metres més, en què dona origen als fils el Fil de Baix i el Fil de Dalt. Durant 700 metres segueix el camí de les Jovades, que uneix Potres amb la Font d'en Carròs, regant mitjançant el Fil de les Jovades la partida del mateix nom, la qual es reparteix entre ambdós municipis. A prop del límit dels termes municipals era la font d'energia de la Fàbrica de l'Espart, que originalment era un molí fariner del segle XVII, i al costat del safareig del mateix nom. A continuació creua el barranc de Beniteixir, límit del terme de la Font d'en Carròs.

### La Font d'en Carròs
A la zona occidental del municipi de la Font d'en Carròs, la séquia alimenta diversos fils: el de les Jovades de Font d'en Carròs, nota 2 el Fil d'Oliva i el Fil del Racó. Arriba a les proximitats del barranc de la Plana i segueix el camí de les Encruades, recorrent uns 1300 metres en superfície i donant sortida a altres fils, entre ells el Fil de l'Horteta i el Fil del Xopet.
La séquia travessa soterrada el nucli urbà de la Font d'en Carròs, per l'avinguda de la Constitució, els carrers de la Fila de la Foieta i Santa Isabel, i el camí d'Oliva. En aquesta part del recorregut, de més de 500 metres, es deriven els fils del Fil del Rabat, Fil de la Madraveta i Fil de la Foieta.
Novament en superfície, les aigües van cap al nord-est, a prop del camí de la Foia i després de creuar el barranc de l'Arca arriben al safareig i molí de Boleda. En aquest espai es troba a Partidor de Boleda, sobre el qual passa un gallipont. El partidor, que està dotat d'un petit mesurador de ceràmica, divideix la Séquia de Rebollet, començant aquí el Fil de la Foia, del qual se separa el Fil de les Roges.

### Oliva
El curs principal de la Séquia de Rebollet a la part oriental del municipi de la Font d'en Carròs segueix cap a l'oest, arribant al Molí de la Foia. Gira al nord-est, recorrent 500 metres per entrar al terme d'Oliva per la partida de la Calçada, travessant l'autopista AP-7. Gira al sud-est per les partides de la Calçada i el Camí de la Font, i al cap de poc més d'un quilòmetre arriba al nucli urbà d'Oliva.
En arribar al nucli urbà d'Oliva, la séquia alimentava el Safareig de la Portalada, del qual ja no se'n conserva res, com succeeix amb la resta d'elements del patrimoni hidràulic que servia al casc d'Oliva: l'Abeurador del Poble i els safareigs de la Vall de les Fonts i del carrer de la Mitja Galta. La Séquia de Rebollet travessa Oliva subterràniament, abocant a la Vall de les Fonts, que al seu torn aboca a la Mediterrània.

## Distribució de les aigües
La Séquia de Rebollet rega en tanda de 18 dies els municipis de Potries (3 dies i 22 hores), la Font d'en Carrós (7 dies i 20 hores) i Oliva (6 dies i 6 hores).

### Derivacions de la Séquia del Rebollet
- Séquia de la Catorzena. Parteix dels voltants de la Casa Consistorial de Potries i travessant la carretera CV-680, l'antic traçat del ferrocarril i la Séquia Comuna de Gandia i Oliva, dirigint-se al nord-oest del terme, on rega la partida de la Catorzena Les aigües sobrants s'aboquen al riu Serpis.[1]
- Séquia Campina (Séquia Campina). S'inicia al mateix nucli urbà de Potries, al costat del carrer Boamit i la plaça de l'Església. Després de circular 350 metres en direcció nord-oest, travessa la carretera CV-680, l'antic traçat del ferrocarril i la Séquia Comuna d'Oliva fins a arribar a les proximitats de la Casa Clara. Des d'aquí avança en direcció nord-est en paral·lel a la Séquia Comuna de Gandia i seguint la riba dreta del Camí de la Catorzena. Irriga la partida de Campina i els seus excedents s'aboquen a la Séquia de Miramar prop del límit amb Beniflà.[1]
- Séquia de la Foia i Fil de les Roges. Aquest sistema cobreix part del nord-est del terme de la Font d'en Carròs, la Séquia de la Foia comença al partidor de Boleda i s'orienta en general d'est a oest. Bonifica les partides de l'Escaleta i la Foia, desguassant a la Séquia-Col·lector de la Mitjana d'Oliva. De la Séquia de la Foia se separa el Fil de les Roges, que tradicionalment regava aquesta partida de la Font d'en Carròs, situada a les faldes de les muntanyes del Rabat i la Foia. Després de la construcció de l'AP-7, que travessa el sud de la partida, els cultius de la zona han anat declinant i amb ells l'ús del fil.[1]
- Séquia-Col·lector de la Mitjana. Cal tenir present que hi ha dues séquies-col·lectores que porten aquest nom:
  - Una s'estén pel nord dels termes de Potries i la Font d'en Carròs, originant-se a partir de la Séquia Comuna d'Oliva, prop del Molí Canyar. Així doncs, aquesta séquia no s'origina dins del sistema de la Séquia de Rebollet. No obstant això, rep les aigües sobrants de diversos fils que sí que formen part del sistema.
  - L'altra, la Séquia-Col·lector de la Mitjana d'Oliva, parteix de les faldes occidentals de la Muntanya de la Foia i recorre el terme d'Oliva, arribant a la Vall de les Fonts , que aboca a la Mediterrània. Recull les aigües excedents de regadiu procedents del riu Serpis, així com aigües pluvials i les aportades per barrancades. Tot i que en alguns punts les aigües d'aquesta séquia s'han aprofitat per al reg tradicional per derivació, la forma més corrent d'explotació de les seves aigües era mitjançant sínies, motors o pous, a causa de l'encaixament de la llera.[1]

### Fils de la Séquia de Rebollet
- Fil de Baix. Situat al nord-est del terme municipal de Potries, rega la part occidental de la partida de les Jovades. Aboca els seus sobrants a la Séquia-Col·lector de la Mitjana prop del Molí Canyar.[1]
- Fil de Dalt. Situat als voltants de la cruïlla del camí de Potries a la Font d'en Carròs amb el de la Pedrera. Rega la part central de la partida de les Jovades durant mig quilòmetre i aboca els seus sobrants a la Séquia-Col·lector de la Mitjana.[1]
- Fil de les Jovades (Potries). Se situa a les proximitats de la Fàbrica de l'Espart i rega la part oriental de la partida de les Jovades del terme de Potries, és a dir, la que queda a l'oest del barranc de Beniteixir. Després de mig quilòmetre de curs, sempre cap al nord, aboca els seus sobrants a la Séquia-Col·lector de la Mitjana prop del límit amb el municipi de la Font d'en Carròs.[1]
- Fil de les Jovades (la Font d'en Carròs). Amb una longitud i direcció similar a l'anterior, beneficia les terres de la partida de les Jovades, però a l'est del barranc de Beniteixir, ja al municipi de la Font d'en Carròs.[1]
- Fil d'Oliva. S'origina a la part més occidental del municipi de la Font d'en Carròs. Durant 4,5 quilòmetres va en paral·lel a la Séquia de Rebollet, sense irrigar cap terreny i arribant al Molí de la Foia, on pren rumb est, pels voltants del camí d'Oliva, i rega la Finca de la Foia. Aboca els seus sobrants al Barranc de l'Algepsar.[1]
- Fil del Racó. Situat a la part occidental del terme de la Font d'en Carròs, al costat del marge esquerre del barranc de la Cara, recorre 800 metres en direcció nord-oest, regant la partida del Racó. Els seus sobrants s'aboquen a la Séquia-Col·lector de la Mitjana de la Font d'en Carròs.
- Fil del Xopet. Rega la partida del nom. El fil s'inicia a la població de la Font d'en Carròs, a les proximitats de l'avinguda de la Safor. Es dirigeix cap al nord i desemboca els seus sobrants al Fil de l'Horteta.[1]
- Fil de l'Horteta. Situat al sector nord-occidental de la Font d'en Carròs, al costat del Camí de les Jovades, rega les partides de l'Horteta i del Borrego. El fil té una longitud d'un quilòmetre, es dirigeix cap al nord i desemboca els seus sobrants a la Séquia-Col·lector de la Mitjana prop del Molí Canyisset.[1]
- Fil del Rabat. Parteix de l'interior del casc de la Font d'en Carròs. Porta direcció nord, regant successivament les partides de Denes, El Camp i El Rabat, desguassant a la Séquia-Col·lector de la Mitjana als voltants de la carretera CV-682.[1]
- Fil de la Madreveta. Parteix del carrer de Santa Isabel, a l'interior del casc de la Font d'en Carròs. Rega la partida homònima i aboca les seves aigües sobrants al barranc de l'Arca.[1]
- Fil de la Foieta. La part nord-oriental del municipi de la Font d'en Carròs inclou una vall orientada d'oest a est i compresa entre les muntanyes del Rabat, de la Creu i de la Foia, al nord; i els del Tossal Gros, al sud. Aquesta vall es coneix amb el nom de la Foia, i a la part occidental presenta al seu centre una petita elevació -la Muntanyeta Llarga- que alhora crea una vall encara més petita: La Foieta.[9] Mentre que la major part de la xarxa de séquies va pel nord de la Muntanyeta Llarga, el Fil de la Foieta ho fa pel sud, regant la partida de la Foieta. El fil parteix del carrer del seu mateix nom, a l'interior del casc de la Font d'en Carròs. Inicialment, el recorregut és subterrani; parteix cap a l'est en paral·lel a la Séquia de Rebollet i el Fil d'Oliva. En arribar al camí de la Foia surt a la superfície, circula en paral·lel al camí d'Oliva i rega la partida de la Foieta durant poc més d'un quilòmetre. Desaigua a la Séquia de Rebollet.[1]
- Fil de la Quinzena. Sorgeix del Fil de la Foieta i flueix cap al nord-est, regant la partida de la Quinzena i abocant els seus sobrants al barranc de la Foia. Envolta la Muntanyeta Llarga per l'oest.[1][9]
- Fil de l'Ullal del Cerer. Aquest fil es desenvolupa enterament al municipi d'Oliva. S'inicia a la partida de la Calçada, a prop del límit municipal amb la Font d'en Carròs. Va en superfície, amb rumb est, al costat del camí de la Calçada, i durant aproximadament un quilòmetre, rega aquesta partida citrícola. Arriba al Camí Vell de Xàtiva, on inicia mig quilòmetre de camí subterrani, sota terrenys urbans i industrials, fins a abocar a la Séquia del Rebollet. Antigament, subministrava cabals a algunes sínies, com la de la Casa Blanca (sénia de la Casa Blanca) a la partida de la Calçada, o la del Camí Vell de Piles (sénia del Camí Vell de Piles) a l'avinguda de València; sínies ja desaparegudes.[1]